# 혼 절
혼 절(Horn clause)은 수리 논리학 및 논리형 프로그래밍에서 논리형 프로그래밍, 형식 사양, 보편대수학 및 모형 이론에 사용하기 위한 유용한 속성을 제공하는 특정 규칙과 유사한 형식의 논리식이다. 혼 절의 이름은 1951년에 처음으로 그 중요성을 지적한 논리학자 앨프리드 혼의 이름을 따서 명명되었다.

## 정의
혼 절은 최대 하나의 긍정, 즉 부정되지 않은 리터럴을 포함하는 분리 절(리터럴의 분리)이다.
반대로, 최대 하나의 부정 리터럴을 갖는 리터럴의 분리를 이중 혼 절(dual-Horn clause)이라고 한다.

## 같이 보기
- 명제 논리